# Deutscher Böhmerwaldbund
Deutscher Böhmerwaldbund (Německý šumavský spolek) vznikl v roce 1883 jako spolek německy mluvících obyvatel šumavského regionu. V roce 1938 byl rozpuštěn. Po 2. světové válce byl znovu založen jako německé sdružení vysídlenců.

## Organizace
Deutscher Böhmerwaldbund má v Německu v současnosti asi 3000 členů, kteří jsou organizováni ve zhruba 20 skupinách v Bádensku-Württembersku a Bavorsku. Sídlo sdružení je ve Stuttgartu. Jako oficiální bulletin je vydáván „Hoam!“ a nezávislou juniorskou organizací je Šumava Youth.
Předsedové:
- Josef Bagk (1884–1938)
- Adolf Hasenöhrl (1958–1988)
- Ingo Hans (1988–2016)
- Birgit Kern (2016–)

## Historie
Deutscher Böhmerwaldbund byl založen 17. dubna 1884 v Českých Budějovicích po vzoru Německé školní asociace (německy Deutscher Schulverein) „na podporu germanismu na Šumavě“. Jako okamžitá reakce byla v Praze založena česká Národní jednota pošumavská. Po skončení první světové války a založení Československa se Deutscher Böhmerwaldbund připojil k Německé konfederaci v Čechách (německy Bund der Deutschen in Böhmen), v roce 1925 k Německé školské asociaci Südmark (Deutscher Schulverein Südmark) a jako divize Německé říšské Asociace pro němectví v zahraničí. Během připojení sudetoněmeckých území k Německé říši byl klub v roce 1938 rozpuštěn.
Po vyhnání Němců se v Linci v roce 1949 konalo první setkání lidí ze Šumavy. 30. března 1958 byl v Ulmu založen Deutscher Böhmerwaldbund s cílem zachovat dědictví dříve německy mluvící části Šumavy s její kulturou a krajinou. Od otevření železné opony v roce 1989 se Böhmerwaldbund stále více věnuje ochraně kulturních památek a německo-českému usmíření.
Založení Pošumavského spolku v Horním Rakousku (Verband der Böhmerwäldler in Oberösterreich) se uskutečnilo 1. července 1952. V roce 2009 byl název organizace změněn na Pošumavský spolek Horní Rakousko (Böhmerwaldbund Oberösterreich.

## Partnerské město Pasov
Partnerským městem Šumavy je od roku 1961 město Pasov. V pevnosti Veste Oberhaus se nachází Muzeum Šumavy (Böhmerwaldmuseum), které město Passau podporuje a jež je součástí muzea Oberhausmuseum. Förderverein Böhmerwaldmuseum Passau (sdružení přidružené k Deutscher Böhmerwaldbundu) muzeum podporuje a radí mu ohledně organizace.
Město Pasov mu propůjčilo kulturní cenu, která se každé dva roky uděluje v rámci setkání Pošumavského spolku.

## Spolek v Čechách
V Českých Budějovicích měl Deutscher Böhmerwaldbund ustavující schůzi 27. dubna 1884. Od roku 1885 vydával časopis Mitteilungen des Deutschen Böhmerwaldbundes a spolkovou hymnu napsal Jaroslav Jungmann. Mezi členy výboru patřily přední osobnosti společenského života místních Němců a zasloužil se mimo jiné o zřízení železničního spojení mezi Českými Budějovicemi přes Volary do Haidmühle v roce 1894. Nejen finančně také podporoval drobné zemědělce a odborné dřevařské školy v Kašperských Horách a Volarech, zasazoval se o zakládání knihoven a stavbou divadla podpořil hořické pašijové hry.